# Пливање на Летњим олимпијским играма 1900 — 4.000 метара слободно за мушкарце
Пливање на 4.000 метара слободно за мушкарце била је једна од седам пливачких дисциплина на програму Летњих олимпијских игара 1900. у Паризу. Такмичење у овој дисциплини било је само једном на програму игара. Била је то најдужа пливачка дисциплина на играма пуних 100 година, до Игара 2008. у Пекингу где је уведена дисциплина пливања на 10 километара. 
Пливала се на отвореном, низводно на Сени, целом дужином без промене правца. Учествовало је 29 пливача из 7 земаља. У полуфиналу 15. августа пливачи су били подељени у три групе. Прва и друга су имеле по 9 а трећа 11 такмичара. У финале су се пласирали победници група (КВ) и још шесторица према постигнутом резултату (кв). Финале је одржано 19. августа 1900.

## Земље учеснице
| - Аустрија (1) - Белгија (1) - Француска (21) - Уједињено Краљевство (3) | - Мађарска (1) - Италија (1) - Холандија (1) |

## Победници
|                                       |                        |                      |
| Џон Артур Џарвис Уједињено Краљевство | Золтан Халмај Мађарска | Луј Мартен Француска |

## Резултати
| Место | Пливач                                | Време        | Белешка      |
| ----- | ------------------------------------- | ------------ | ------------ |
| 1     | Џон Артур Џарвис Уједињено Краљевство | 1:01:48,4    | КВ           |
| 2     | Томас Берџис Уједињено Краљевство     | 1:15:04,8    | кв           |
| 3     | Луј Мартен Француска                  | 1:22:29,6    | кв           |
| 4     | Anderlé Аустрија                      | 1:26:25,6    | кв           |
| 5     | Лагар Француска                       | 1:38:31,8    |              |
| 6     | de Romand Француска                   | 1:50:36,4    |              |
| 7     | Fumouze Француска                     | 2:02:27,0    |              |
| —     | Hermand Белгија                       | Није завршио | Није завршио |
| —     | Jean Leuillieux Француска             | Није завршио | Није завршио |

| Место | Пливач                             | Време        | Белешка      |
| ----- | ---------------------------------- | ------------ | ------------ |
| 1     | Золтан Хамај Мађарска              | 1:11:33,4    | КВ           |
| 2     | Eduard Meijer Холандија            | 1:17:55,4    | кв           |
| 3     | Вилијам Хенри Уједињено Краљевство | 1:22:58,4    | кв           |
| 4     | Texier Француска                   | 1:31:02,8    |              |
| 5     | Kobierski Француска                | 1:37:10,4    |              |
| 6     | Лие Француска                      | 1:46:40,4    |              |
| —     | Л. Бодоан Француска                | Није завршио | Није завршио |
| —     | Гале Француска                     | Није завршио | Није завршио |
| —     | Landrich Француска                 | Није завршио | Није завршио |

### Полуфинале 3
| Место | Пливач                  | Време        | Белешка      |
| ----- | ----------------------- | ------------ | ------------ |
| 1     | Фабио Мањони Италија    | 1:25:16,6    | КВ           |
| 2     | Е. Мартен Француска     | 1:28:32,6    | кв           |
| 3     | Louis Laufray Француска | 1:35:03,2    |              |
| 4     | Mortier Француска       | 1:40:16,8    |              |
| —     | Жил Клевано Француска   | Није завршио | Није завршио |
| —     | Желе Француска          | Није завршио | Није завршио |
| —     | Heyberger Француска     | Није завршио | Није завршио |
| —     | E. T. Jones Француска   | Није завршио | Није завршио |
| —     | Лопе Француска          | Није завршио | Није завршио |
| —     | Рењо Француска          | Није завршио | Није завршио |
| —     | Вале Француска          | Није завршио | Није завршио |

## Финале
| Место | Пливач                                | Време        |
| ----- | ------------------------------------- | ------------ |
|       | Џон Артур Џарвис Уједињено Краљевство | 58:24,0 ОР   |
|       | Золтан Хамај Мађарска                 | 1:08:55,4    |
|       | Луј Мартен Француска                  | 1:13:08,4    |
| 4     | Томас Берџис Уједињено Краљевство     | 1:15:07,6    |
| 5     | Eduard Meijer Холандија               | 1:16:37,2    |
| 6     | Фабио Мањони Италија                  | 1:18:25,4    |
| 7     | Е. Мартен Француска                   | 1:26:32,2    |
| —     | Андерле Аустрија                      | Није завршио |
| —     | Вилијам Хенри Уједињено Краљевство    | Није завршио |